# Nyckelviksskolan

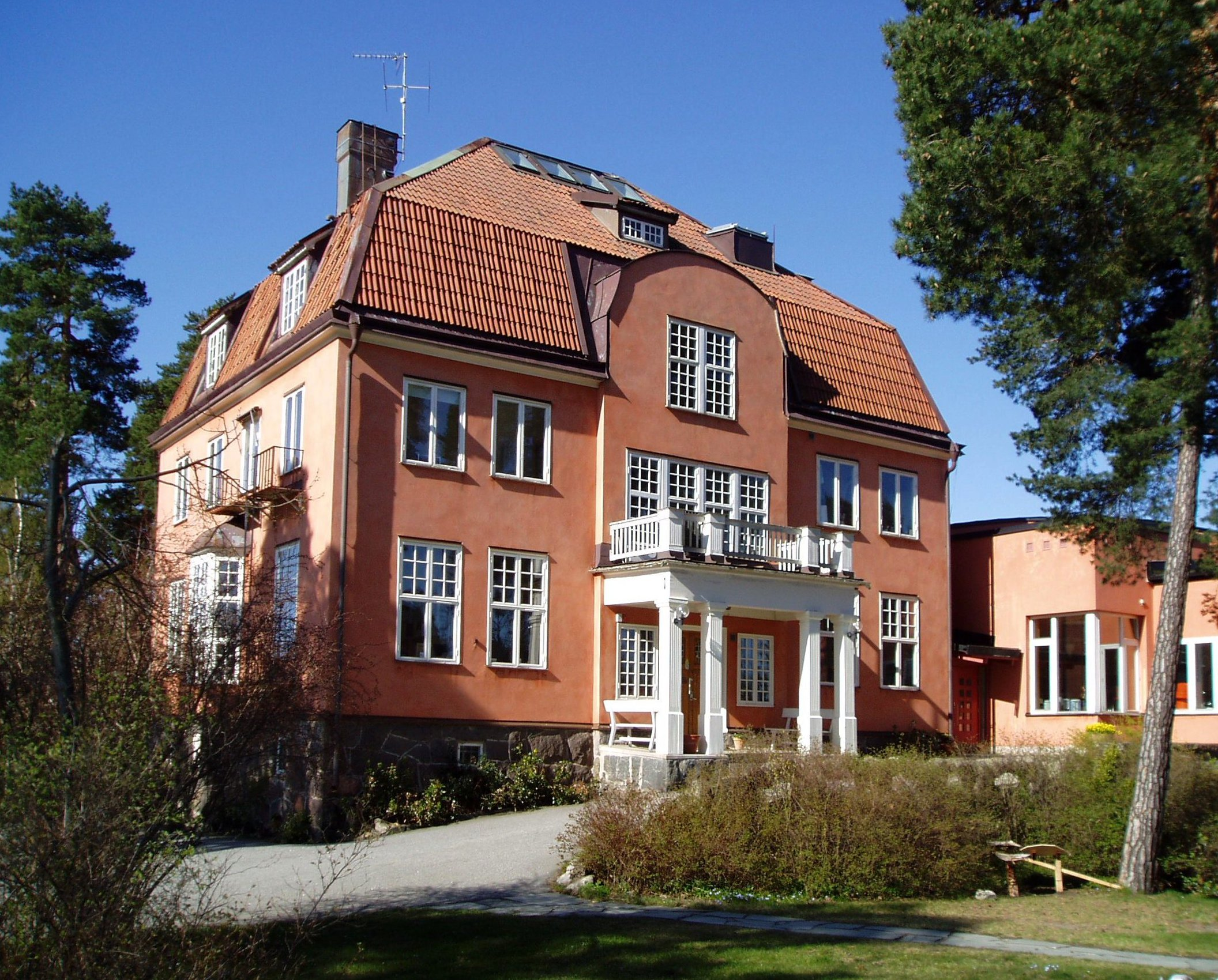
Skolans huvudbyggnad.

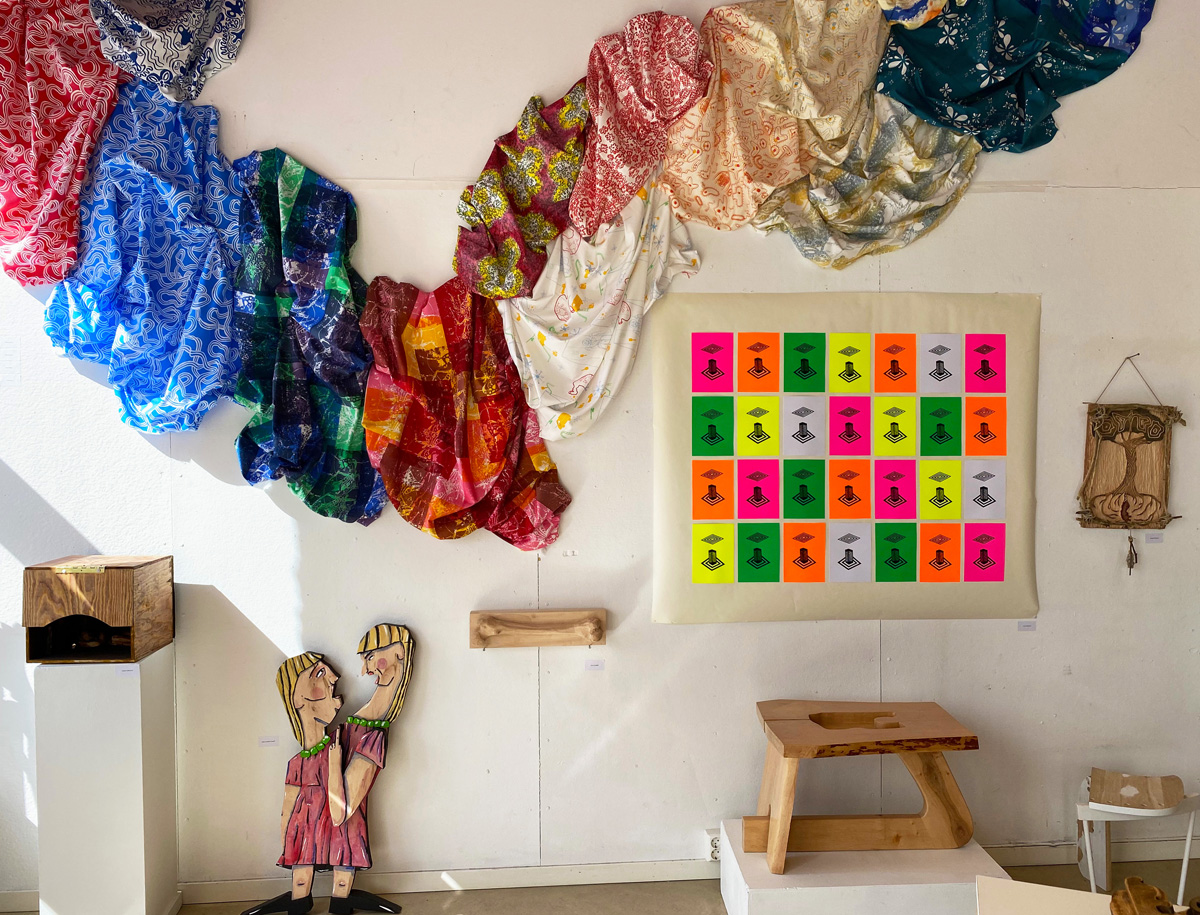
Från vårutställningen på Nyckelviksskolan 2022.

Nyckelviksskolan är en privat konstskola på Lidingö, som ger ettåriga utbildningar inom konst, konsthantverk, arkitektur och design. Det finns även ett tvåårigt program inom konst- och hantverkspedagogik.
Nyckelviksskolans utbildningar utvecklar hantverkskunnandet och formkänslan tillsammans med den konstnärliga förmågan med betoning på personligt uttryck och självständigt skapande. 
Nyckelviksskolan är en riksrekryterande skola, som drivs av den ideella föreningen Föreningen Nyckelviksskolan . Skolan har närmare 200 studerande och omkring 25 lärare, vilka är yrkesverksamma konstnärer, formgivare, arkitekter och konsthantverkare. Utbildningarna finansieras med statsbidrag och studieavgifter.
Utbildningarna kallas formellt Konst- och kulturutbildningar och står under Myndigheten för yrkeshögskolans överinseende.
Skolan grundades 1955 av Hertha Olivet som var inspirerad av Carl Malmsten och av Bauhauspedagogiken. Nyckelviksskolan verkar i en nordisk och europeisk hantverks- och materialtradition.
Sedan år 2017 är skolans rektor Cecilia Darle.